# 金容珣
金容珣 (韓語：김용순，1926年4月15日—1975年11月10日），韓國軍人、政治人物。出身慶尚南道河東。1959年出任韓國陸軍防諜部隊隊長，是朴正熙擔任釜山軍需基地司令官時的參謀長，1963年任中央情報部（現國家情報院）部長，僅僅45天遭撤換，被視為遭車智澈一派的鬥爭。:79以中將退役，成為國會議員。
金容珣的名言：說到中央情報部，這可是連部長都會被自己的探員跟蹤監視的地方。:81
1969年起曾出任國會議員。1975年11月因食道內出血住進首爾的醫院，11月10日逝世。

## 相關影視作品
- 2005年（第五共和国）电视剧
- 2020年（南山的部长们）电影